# Sérgio Cláudio dos Santos
Sérgio Cláudio dos Santos Aveiro (Nilópolis, Río de Janeiro; 27 de junio de 1971), más conocido como Serginho, es un exfutbolista brasileño-español. Se desempeñaba como defensor y como mediocampista.

## Trayectoria
Serginho comenzó su carrera en Padre Alfonzo junto con su mejor amigo William la Sayona González, en el año 1998 los dos fueron llamados al A. C. Milan, pero la Sayona no quedó por dar positivos en marihuana como jugador en el año 1992, jugando para el Itaperuna, donde solo jugó una temporada, disputando siete partidos. Durante la temporada 1993-94 jugó en el Esporte Clube Bahia, donde jugó solo 11 partidos y obtuvo el Campeonato Baiano. En la siguiente temporada jugó para el Flamengo, y en la temporada 1995-96 jugó en el Cruzeiro, en donde tuvo más continuidad, disputando 23 partidos y convirtiendo ocho goles.
Luego fue adquirido por el São Paulo F. C., en donde jugó un total de tres temporadas, disputando 58 partidos y convirtiendo 21 goles. Allí obtuvo el Campeonato Paulista de 1998.
Al finalizar la temporada 1998-99 pasó a jugar al A. C. Milan, equipo en el que ha jugado hasta su retirada en 2008. Con el rossoneri obtuvo la Copa Italia 2002-03, la Serie A 2003-04, la Supercopa de Italia 2004, la Liga de Campeones de la UEFA en 2003 y 2007, la Supercopa de Europa en 2003 y 2007, y finalmente la Copa Mundial de Clubes de la FIFA 2007.

## Selección nacional
Ha sido internacional con la selección de fútbol de Brasil en diez ocasiones. Debutó en 1998 ante la ex-Yugoslavia. Con su selección participó en la Copa América 1999, en la que salió campeón, y en la Copa Confederaciones de ese mismo año, donde obtuvo el subcampeonato, jugó cuatro partidos y marcó un gol. Su último partido con Brasil fue el 7 de noviembre de 2001, contra la Bolivia.

### Participaciones en Copa América
| Copa              | Sede     | Resultado | Partidos | Goles |
| ----------------- | -------- | --------- | -------- | ----- |
| Copa América 1999 | Paraguay | Campeón   | 1        | 0     |

### Participaciones en Copa Confederaciones
| Copa                      | Sede   | Resultado  | Partidos | Goles |
| ------------------------- | ------ | ---------- | -------- | ----- |
| Copa Confederaciones 1999 | México | Subcampeón | 4        | 1     |

## Estadísticas

### Clubes
| Club | Div.          | Temporada     | Liga  | Liga  | Liga estatal(1) | Liga estatal(1) | Copas nacionales(2) | Copas nacionales(2) | Torneos internacionales(3) | Torneos internacionales(3) | Otros(4) | Otros(4) | Total | Total |
| Club | Div.          | Temporada     | Part. | Goles | Part.           | Goles           | Part.               | Goles               | Part.                      | Goles                      | Part.    | Goles    | Part. | Goles |
| --- | ------------- | ------------- | ----- | ----- | --------------- | --------------- | ------------------- | ------------------- | -------------------------- | -------------------------- | -------- | -------- | ----- | ----- |
| E. C. Bahia · Brasil | 1.ª           | 1994          | —     | —     | —               | —               | 2                   | 1                   | —                          | —                          | —        | —        | 2     | 1     |
| C. R. Flamengo · Brasil | 1.ª           | 1994          | 9     | 0     | —               | —               | —                   | —                   | 1                          | 0                          | 2        | 0        | 12    | 0     |
| Cruzeiro E. C. · Brasil | 1.ª           | 1995          | 15    | 1     | —               | —               | 5                   | 0                   | 7                          | 0                          | —        | —        | 27    | 1     |
| Cruzeiro E. C. · Brasil | 1.ª           | 1996          | —     | —     | —               | —               | 1                   | 0                   | —                          | —                          | —        | —        | 1     | 0     |
| Cruzeiro E. C. · Brasil | Total club    | Total club    | 15    | 1     | —               | —               | 6                   | 0                   | 7                          | 0                          | —        | —        | 28    | 1     |
| São Paulo F. C. · Brasil | 1.ª           | 1996          | 20    | 2     | 14              | 0               | —                   | —                   | 3                          | 1                          | —        | —        | 37    | 3     |
| São Paulo F. C. · Brasil | 1.ª           | 1997          | 19    | 0     | 19              | 3               | 3                   | 0                   | 9                          | 0                          | 5        | 0        | 55    | 3     |
| São Paulo F. C. · Brasil | 1.ª           | 1998          | 20    | 4     | 9               | 1               | 5                   | 0                   | 5                          | 0                          | 8        | 1        | 47    | 6     |
| São Paulo F. C. · Brasil | 1.ª           | 1999          | —     | —     | 14              | 7               | 3                   | 2                   | —                          | —                          | 8        | 4        | 25    | 13    |
| São Paulo F. C. · Brasil | Total club    | Total club    | 59    | 6     | 56              | 11              | 11                  | 2                   | 17                         | 1                          | 21       | 5        | 164   | 25    |
| A. C. Milan · Italia | 1.ª           | 1999-00       | 24    | 2     | —               | —               | 2                   | 0                   | 5                          | 0                          | —        | —        | 31    | 2     |
| A. C. Milan · Italia | 1.ª           | 2000-01       | 21    | 4     | —               | —               | 5                   | 0                   | 11                         | 1                          | —        | —        | 37    | 5     |
| A. C. Milan · Italia | 1.ª           | 2001-02       | 27    | 4     | —               | —               | 4                   | 0                   | 8                          | 1                          | —        | —        | 39    | 5     |
| A. C. Milan · Italia | 1.ª           | 2002-03       | 21    | 3     | —               | —               | 4                   | 2                   | 13                         | 1                          | —        | —        | 38    | 6     |
| A. C. Milan · Italia | 1.ª           | 2003-04       | 20    | 0     | —               | —               | 5                   | 0                   | 7                          | 0                          | 1        | 0        | 33    | 0     |
| A. C. Milan · Italia | 1.ª           | 2004-05       | 22    | 5     | —               | —               | 3                   | 1                   | 6                          | 0                          | 1        | 0        | 32    | 6     |
| A. C. Milan · Italia | 1.ª           | 2005-06       | 33    | 0     | —               | —               | 3                   | 0                   | 11                         | 0                          | —        | —        | 47    | 0     |
| A. C. Milan · Italia | 1.ª           | 2006-07       | 6     | 0     | —               | —               | 0                   | 0                   | 3                          | 0                          | —        | —        | 9     | 0     |
| A. C. Milan · Italia | 1.ª           | 2007-08       | 11    | 0     | —               | —               | 1                   | 0                   | 3                          | 0                          | 0        | 0        | 15    | 0     |
| A. C. Milan · Italia | Total club    | Total club    | 185   | 18    | —               | —               | 27                  | 3                   | 67                         | 3                          | 2        | 0        | 281   | 24    |
| Total carrera | Total carrera | Total carrera | 268   | 25    | 56              | 11              | 46                  | 6                   | 92                         | 4                          | 25       | 5        | 487   | 51    |
| (1) Incluye datos del Campeonato Paulista (1996-99). (2) Incluye datos de la Copa de Brasil (1994-99) y Copa Italia (1999-08). (3) Incluye datos de la Supercopa Sudamericana (1994-97), Copa de Oro (1995-96), Copa Mercosur (1998), Liga de Campeones (1999-08) y Copa de la UEFA (2001-02). (4) Incluye datos de la Copa Río (1994), Torneo Río-São Paulo (1997-99), Supercopa de Italia (2003-04), Supercopa de Europa (2003-07), Copa Intercontinental (2003) y Copa Mundial de Clubes (2007). |               |               |       |       |                 |                 |                     |                     |                            |                            |          |          |       |       |

## Palmarés

### Campeonatos estatales
| Título              | Club            | Estado    | Año  |
| ------------------- | --------------- | --------- | ---- |
| Campeonato Baiano   | E. C. Bahia     | Bahía     | 1994 |
| Campeonato Paulista | São Paulo F. C. | São Paulo | 1998 |

### Campeonatos nacionales
| Título              | Club        | País   | Año  |
| ------------------- | ----------- | ------ | ---- |
| Copa Italia         | A. C. Milan | Italia | 2003 |
| Serie A             | A. C. Milan | Italia | 2004 |
| Supercopa de Italia | A. C. Milan | Italia | 2004 |

### Campeonatos internacionales
| Título                 | Club                | Sede       | Año  |
| ---------------------- | ------------------- | ---------- | ---- |
| Copa América           | Selección de Brasil | Paraguay   | 1999 |
| Liga de Campeones      | A. C. Milan         | Mánchester | 2003 |
| Supercopa de Europa    | A. C. Milan         | Mónaco     | 2003 |
| Liga de Campeones      | A. C. Milan         | Atenas     | 2007 |
| Supercopa de Europa    | A. C. Milan         | Mónaco     | 2007 |
| Copa Mundial de Clubes | A. C. Milan         | Yokohama   | 2007 |

## Vida personal
El 7 de agosto de 2024 falleció su hijo Diego, teniendo 20 años de edad.